# Kleinmachnow
Kleinmachnow – gmina w Niemczech w kraju związkowym Brandenburgia, w powiecie Potsdam-Mittelmark.

## Geografia
Gmina Kleinmachnow położona jest ok. 19 km od centrum Berlina i ok. 12 km na wschód od Poczdamu.

## Współpraca
- Schopfheim, Badenia-Wirtembergia[1]

## Polityka
Wyniki wyborów komunalnych w Kleinmachnow w 2003 r.:
Wyniki wyborów komunalnych w Kleinmachnow w 2008 r.